# A Place Under the Sun
「A Place Under the Sun」（ア・プレイス・アンダー・ザ・サン）は、中山美穂の38枚目のシングル。1999年5月19日にキングレコードからリリースされた。

## 解説
- 表題作は自身の出演するロート製薬「ロートキュアラ」CMソングに起用された。
- 当初のタイトルは歌詞にも出てくる「陽のあたる場所」だったが、スタッフからMISIAのシングルタイトルと同じでかぶると指摘され、英語タイトルになった。
- 2曲目は同曲であるが、アレンジが異なっている。
- 3曲目の作曲にクレジットされている「Mr. moon」とは中山自身の事である。

## 収録曲
1. A Place Under the Sun
  - 作詞: 中山美穂、作曲・編曲: 井上ヨシマサ
2. A Place Under the Sun (Reversion)
  - 作詞: 中山美穂、作曲・編曲: 井上ヨシマサ
3. noon moon
  - 作詞: 中山美穂、作曲: Mr. moon・井上ヨシマサ
4. A Place Under the Sun（オリジナルカラオケ）

## 収録アルバム
- A Place Under the Sun
  - YOUR SELECTION 1
  - COLLECTION IV
  - Complete SINGLES BOX
  - 中山美穂 パーフェクト・ベスト2
  - 30th Anniversary THE PERFECT SINGLES BOX
  - All Time Best

- A Place Under the Sun (Reversion)
  - Complete SINGLES BOX
  - 30th Anniversary THE PERFECT SINGLES BOX

- noon moon
  - YOUR SELECTION 2
  - Complete SINGLES BOX
  - 30th Anniversary THE PERFECT SINGLES BOX